# Trachyuropoda canestriniana
Trachyuropoda canestriniana es una especie de arácnido del orden Mesostigmata de la familia Trachyuropodidae.

## Distribución geográfica
Se encuentra en Italia, Francia y el Reino Unido.